# جمعیت‌شناسی زبانی
مردم‌شناسی زبانی مطالعه آماری زبان‌ها در بین همه جمعیت‌ها است. برآورد تعداد گویشوران یک زبان معین ساده نیست و برآوردهای مختلف ممکن است تفاوت چشمگیری داشته باشد. این امر نخست به دلیل مسئله تعریف «زبان» در برابر «گویش» است. شناسایی گونه‌ها به عنوان یک زبان واحد یا به عنوان زبان‌های مجزا اغلب بر اساس ملاحظات قومی، فرهنگی یا سیاسی است تا میران درک متقابل آن‌ها. دومین دشواری چندزبانگی است و تعریف «زبان مادری» را پیچیده می‌کند. سرانجام، در بسیاری از کشورها، اطلاعات ناکافی سرشماری بر مشکلات می‌افزاید.
مردم‌شناسی زبانی شاخه‌ای از جامعه‌شناسی زبان که روندهای زبانی را تحت تأثیر توزیع و توزیع دوباره جمعیت و وضعیت جوامع مورد بررسی قرار می‌دهد.

## پرگویشورترین زبان‌ها
جدول زیر شمار گویشوران بومی زبان‌ها به میلیون نفر را طبق برآورد کومری (۱۹۹۸) و وبر (۱۹۹۷) مقایسه می‌کند. در آن تخمین‌های اتنولوگ (۲۰۰۵) نیز آورده شده‌است. مقایسه تخمین‌هایی که مربوط به همان سال نیست به دلیل رشد ۱٫۱۴٪ جمعیت جهان در سال (با اختلاف منطقه‌ای قابل توجه) مشکل ساز است.
|       | زبان          | کومری (۱۹۹۸) | وبر (۱۹۹۷) | اتنولوگ      |
| ----- | ------------- | ------------ | ---------- | ------------ |
| ۱     | چینی ماندارین | ۸۳۶          | ۱۱۰۰       | ۱٬۲۰۵ (۱۹۹۹) |
| ۲. -۴ | هندوستانی     | ۳۳۳          | ۲۵۰        | ۴۲۲ (۲۰۰۱)   |
| ۲. -۴ | اسپانیایی     | ۳۳۲          | ۳۰۰        | ۳۲۲ (۱۹۹۵)   |
| ۲. -۴ | انگلیسی       | ۳۲۲          | ۳۰۰        | ۳۰۹ (۱۹۸۴)   |
| ۵. -۶ | عربی          | ۱۸۶          | ۲۰۰        | ۳۲۳ (۲۰۰۸)   |
| ۵. -۶ | بنگالی        | ۱۸۹          | ۱۸۵        | ۱۷۱ (۱۹۹۴)   |
| ۷. -۸ | روسی          | ۱۷۰          | ۱۶۰        | ۱۴۵ (۲۰۰۰)   |
| ۷. -۸ | پرتغالی       | ۱۷۰          | ۱۶۰        | ۱۷۸ (۱۹۹۵)   |
| ۹     | ژاپنی         | ۱۲۵          | ۱۲۵        | ۱۲۲ (۱۹۸۵)   |
| ۱۰    | آلمانی        | ۱۰۰          | ۱۰۰        | ۹۵٫۴ (۱۹۹۴)  |

این جدول نشان می‌دهد که برای بزرگترین زبان‌های جهان، نمی‌توان تخمین شمار گویشوران مادری را با اطمینانی بهتر از شاید ۱۰٪ یا ۲۰٪ داد.